# Římskokatolická farnost Hrochův Týnec
Římskokatolická farnost Hrochův Týnec je územním společenstvím římských katolíků v rámci chrudimského vikariátu královéhradecké diecéze.

## O farnosti

### Historie
Hrochův Týnec je prvně písemně připomínán v roce 1293. V letech 1723–1725 byl barokně přestavěn místní farní kostel sv. Martina. Areál kostela a fary prošel v roce 1999 generální rekonstrukcí.

### Současnost
Farnost má sídelního duchovního správce, který je zároveň administrátorem ex currendo ve farnosti Chroustovice.
| Kostel                    | Místo         | Bohoslužba                                       | Bohoslužba                           | Poznámka        |
| ------------------------- | ------------- | ------------------------------------------------ | ------------------------------------ | --------------- |
| Kostel sv. Vojtěcha       | Blížňovice    | neslouží se pravidelně                           | neslouží se pravidelně               | filiální kostel |
| Kaple Proměnění Páně      | Čankovice     | neslouží se pravidelně                           | neslouží se pravidelně               | obecní kaple    |
| Kostel Povýšení sv. Kříže | Honbice       | sudá neděle                                      | 11.00                                | filiální kostel |
| Kostel sv. Martina        | Hrochův Týnec | neděle pondělí úterý středa čtvrtek pátek sobota | 8.00 17.00 v zimě, 18.00 v létě 8.00 | farní kostel    |
| Kaple sv. Anny            | Hrochův Týnec | neslouží se pravidelně                           | neslouží se pravidelně               | obecní kaple    |
| Kostel sv. Anny           | Přestavlky    | neslouží se pravidelně                           | neslouží se pravidelně               | filiální kostel |
| Kostel sv. Michaela       | Trojovice     | lichá neděle                                     | 11.00                                | filiální kostel |